# Kim MyungIn
Dans ce nom coréen, le nom de famille, Kim, précède le nom personnel.
Pour les articles homonymes, voir Kim.
Kim Myeong In (en hangeul : 김명인), né le 2 septembre 1946 à Uljin, dans la province de Gyeongsangbuk-do, est un écrivain sud-coréen.

## Biographie
Kim Myeong-in est né le 2 septembre 1946 à Uljin, dans la province de Gyeongsangbuk-do. Il fait ses études à l'université de Corée, d'où il sort diplômé en littérature coréenne ; il obtient son doctorat dans la même université en 1985. Il est actuellement professeur de littérature dans cette même université . Il a été également professeur invité à l'université Brigham Young aux États-Unis.

## Œuvre
Il fait ses débuts littéraires en 1973 avec son poème Célébration pour un bateau en mer (Chuljangje), qui lui permet de remporter le prix littéraire du journal JoongAng Ilbo. Parcourir sa poésie revient en quelque sorte à parcourir l'histoire de la Corée et ses pages les plus douloureuses. Dans ses poèmes, l'exercice de mémoire est un exercice douloureux, car selon le poète ces souvenirs sont ce qui empêche l'Homme d'être libre. Pourtant ce passé ne peut être oublié tant il laisse des traces dans la mémoire collective. Ses souvenirs à lui se concentrent sur deux événements tragiques de sa vie : l'histoire de son père et la Guerre de Corée. Né en 1946, son enfance est liée aux images de la guerre qui émergent notamment dans le poème Maison au Kentucky 1 (Kenteoki-ui jip 1). En revivifiant les souvenirs de son enfance, le poète cherche à se libérer d'un passé qui pèse sur son présent. Plus récemment, il a continué d'écrire sur le statut des orphelins en Corée et sur les exclus de la société. Il a également écrit récemment des poèmes sur la nature et plus directement liés à son monde intérieur. 

## Distinctions
- 1992 : Prix littéraire Kim Dal-jin[2]
- 1992 : Prix de poésie Sowol[2]
- 1995 : Prix littéraire Dongseo[2]
- 2000 : Prix de littérature contemporaine (Hyundae Munhak) catégorie poésie[2]
- 2001 : Prix littéraire Isan[2]
- 2005 : Prix littéraire Daesan catégorie poésie[2]
- 2006 : Prix littéraire Lee Hyeong-gi[2]
- 2007 : Prix Chihun catégorie littérature[2]